# Heinz Kegel (Fußballspieler)
Heinz Kegel (* 2. Dezember 1927) war Fußballtorwart in der DDR. Mit der BSG Turbine Halle spielte er in der Oberliga, der höchsten ostdeutschen Fußballklasse, und wurde 1952 DDR-Meister.

## Sportliche Laufbahn
Bevor Kegel im Alter von 23 Jahren 1951 zum DDR-Oberligisten BSG Turbine Halle wechselte, war er Torwart bei der Betriebssportgemeinschaft (BSG) Einheit Burg, mit der er zuletzt in der zweitklassigen DDR-Liga spielte. In der Oberligasaison 1951/52 löste Kegel den bisherigen Stammtorwart Arthur Richter im Tor von Turbine Halle ab und bestritt 32 der 36 Oberligapunktspiele. Er trug dazu bei, dass die Saalestädter in dieser Saison mit nur 42 Gegentreffern die beste Bilanz aller 19 Mannschaften aufwies und mit nur vier Niederlagen bei 21 Siegen Fußballmeister der DDR wurden. In der folgenden Spielzeit 1952/53, die die sich über 32 Spiele erstreckte, hütete Kegel in weiteren 19 Begegnungen das Tor der BSG Turbine. Anschließend wurde er durch den von Magdeburg gekommenen Wolfgang Meininger ersetzt und tauchte nicht mehr im höherklassigen Fußball auf.